# Amtsgericht Neidenburg
Das Amtsgericht Neidenburg war ein preußisches Amtsgericht mit Sitz in der Stadt Neidenburg, Ostpreußen.

## Geschichte
In Neidenburg bestand bis 1849 das Land- und Stadtgericht Neidenburg und danach das Kreisgericht Neidenburg. Im Rahmen der Reichsjustizgesetze wurden die bestehenden Gerichte aufgehoben und einheitlich Amtsgerichte gebildet. Das königlich preußische Amtsgericht Neidenburg wurde mit Wirkung zum 1. Oktober 1879 als eines von zehn Amtsgerichten im Bezirk des Landgerichtes Allenstein im Bezirk des Oberlandesgerichtes Königsberg gebildet. Der Sitz des Gerichtes war Neidenburg. Sein Gerichtsbezirk umfasste den Kreis Neidenburg außer den Teilen, die dem Amtsgericht Soldau zugeordnet waren. Am Gericht bestanden 1880 fünf Richterstellen. Das Amtsgericht war damit ein großes Amtsgericht im Landgerichtsbezirk. Am Amtsgericht war eine Strafkammer eingerichtet. Gerichtstage wurden in Jedwabno gehalten. Aufgrund der Bestimmungen des Versailler Vertrags von 1919 wurde Soldau zusammen mit weiteren 32 Gemeinden des Kreises Neidenburg am 10. Januar 1920 an Polen abgetreten. An den Volksabstimmungen in Ost- und Westpreußen nahm das sogenannte Soldauer Gebiet („Soldauer Ländchen“) nicht teil, da die Bahnlinie Danzig–Warschau Teil des Polnischen Korridors wurde. Das Amtsgericht Soldau wurde aufgehoben, und der im Deutschen Reich verbliebene Teil seines Sprengels wurde dem Amtsgericht Neidenburg zugeordnet. Während der deutschen Besetzung Polens wurde 1940 das Amtsgericht Soldau erneut gebildet, und das Amtsgericht Neidenburg erhielt seinen ursprünglichen Umfang zurück.
Im Jahre 1945 wurde der Amtsgerichtsbezirk unter polnische Verwaltung gestellt, und die deutschen Einwohner wurden vertrieben. Damit endete auch die Geschichte des Amtsgerichtes Neidenburg. Unter polnischer Verwaltung entstand das Sąd Rejonowy w Nidzicy (1950–1975: Sąd Powiatowy w Nidzicy).